# Аполон
Аполон (Атически, Йонийски, Омирски гръцки: Ἀπόλλων, Apollōn (gen.: Ἀπόλλωνος); Дорийски: Ἀπέλλων, Apellōn; Аркадокипърски: Ἀπείλων, Apeilōn; Еолийски: Ἄπλουν, Aploun; лат.: Apollō, Apollo) е бог, както от древногръцката, така и от римската митология и религия. Съответстващото му божество в етруската митология е Аплу. Син е на владетеля на Олимп, богът гръмовержец Зевс и титанидата Лето и брат-близнак на богинята на лова, съответно на Диана в римската и на Артемида в гръцката митология. 
Аполон се счита за бог на музиката и слъчевата светлина. Той е предводител на музите. В изкуствата е представен като красив млад мъж, често с лира в ръка и окичен с лаврови клонки, като победителите в Олимпийските игри. Известен е и като слънчево божество, като бог-убиец, свързван в митологията и с епидемиите от чума и други опасни заразни болести. 
Сред най-известните му деца са певецът Орфей и лечителят Асклепий, а от любимите му жени - нимфата Дафне, преобразена в лаврово дърво, и Манто, дъщерята на прорицателя Тирезий.

## Развитие на образа на Аполон
В образа на Аполон се отразява развитието на древногръцката митология.
За архаичния Аполон е характерна близостта му с растенията, земеделието и пастирите и уподобяван, а дори и отъждествяван с разни животни и растения. Аполон Карнейски е свързан с Карней – спартанско божество на плодородието.  Наричан е и с епитети, като Дафний (лавровий, обичащ лавровото дърво) и Дриас (дъбов). Свързан е с кипариса, палмите, маслините. Зооморфното му представяне е чрез гарваните, враните, лебедите, вълците, мишките. В образа на врана, Аполон казва къде да бъде издигнат град, той е и Кикнос („лебед“), обърнал в бягство Херакъл, опитващ се да задигне триножника от делфийското светилище, както и Сминтей („демон на мишките“), пращащ мишки, но и спасител от такива. Епитетът Ликейски („вълчи“) говори за Аполон като за пазител от вълци и като за бог, въплъщаващ се в този хищник, т.е. той е и пазител на стадата и този, който взема жертви от тях.
В по-късно време Аполон е ловец и овчар. Характерната за древното мислене взаимосвързаност между живота и смъртта се вижда и в образа на Аполон, който по-нататък вече е и бог на смъртта и убийствата и даже покровителства ритуали по жертвоприношения, но в същото време е и целител/лечител, спасяващ от беди. Негови прозвища стават Алексикакос („отблъскващ злото“), Апотропей („отблъскващ“), Простат („застъпник“), Акесий („целител“), Епикурий („попечител“), Пеан или Пеон („освобождаващ от болка“; Пеон е представян и като самостоятелно божество, лечител на боговете, излекувало Хадес и Арес).
В периода на олимпийската или героичната митология Аполон се превръща в силен и велик патриархален бог - бог-закрилник и културен герой. Той помага на хората, учи ги на мъдрост и изкуства, строи градове, пази ги от врагове. Връзките му с животни и растения се преобразуват във връзки с хора, а от тотем, той се превръща в страстно влюбен и в опитен любовник. Възникват митовете за любовта му към Дафне и за преживелиците му с прекрасните юноши Кипарис и Хиацинт, превърнати в кипарис и зюмбюл, с каквито по-рано сам е бил отъждествяван.
Отъждествява се и със Слънцето - с неговите целебни и погубващи въздействия. Наричан е по този повод и Феб (един вид - наследник на Феба). Отъждествяването на Аполон с Хелиос е възможна причина за свързването на историята на това божество с тази на сестрите Левкотоя (наричана и Левкотея) и Клития, с които в "Метаморфози" Овидий обяснява "появата" съответно на тамяновото дърво и на цветето хелиотроп (подсунка), което подобно на слънчогледа променя разположението на цветовете си, според текущата посока на огряването им от Слънцето в течение на деня. Сливането в образа на Аполон на рационалността и тъмните стихийни сили потвърждава връзката между него и Дионис. Те са богове-антагонисти. Единият – бог на светлото соларно начало, а другият – бог на хтоничното. След 7 век пр.н.е. образите им почват да се сближават. И за двамата се устройват оргии в Парнас.
В класическия период Аполон се смята най-вече за бог на изкуствата и художественото вдъхновение. Също както Артемида, Атина и другите богове, ролята на Аполон се изменя в посока на хармонията и съвършенството. Въз основа на митовете за него, възниква и този за хипербореите и тяхната страна (Далечният Север), където под покровителството на бога, процъфтяват моралът и изкуствата (Пиндар Pyth. X 29 – 47; Himer. XIV 10; Херодот IV 32 – 34).

## Легенди за Аполон
Още като юноша Аполон се включва в битката срещу чудовището Питон/Делфиний, тормозило бременната му с него майка и в памет на победата си основава Питийските игри, а в подножието на Парнас, в Делфи - светилище с оракул, където, според легендата, чрез сибилата Пития изрича волята на баща си Зевс. Самият Аполон е и пророк и оракул. Прави безпогрешна пророчица и любима си Касандра, но задето тя отблъсква любовта му, я омагьосва никой да не ѝ вярва. Сред децата му също има прорицатели – Сибила, Мопс – сина на Аполон и пророчицата Манто, Идмон – участник в похода на аргонавтите.
Младият Аполон е се подвизава и като скотовъдец. Когато синът му, лечителят Асклепий е наказан от Зевс, с изпепеляване с мълния, за това че се опитва да възкресява смъртни хора, Аполон на свой ред избива циклопите, измайсторили мълниите за гръмовержеца. За наказание е пратен да служи като пастир на цар Адмет в Тесалия. Умножава стадата му, но твърде много го обиква и в опитите си да го направи безсмъртен неволно причинява смъртта на жена му Алкестида. Все пак заедно с Херкулес я връща жива и здрава от Хадес.
Благодарение на общуването си Хермес, Аполон става и музикант-китаред и любител и покровител на певците и музикантите. Като предводител на музите, наказва жестоко дръзналите да им оспорват първенството в изкуствата, обаче сам има потомци-велики музиканти, а и много любимци сред смъртните, както жени, така и мъже, с които си прекарва времето в свирене на лира или състезания по ловкост и сила. Особено близки са му неговите младежи-любовници Кипарис и Хиацинт, но той губи и двамата. Кипарис без да иска убива своя любим елен и моли Аполон да му отнеме живота, но той го превръща в кипарис - дърво садено от гърците покрай гробовете. Хиацинт пък случайно е убит от него в състезание по мятане на диск и превъплътен в нежното цвете зюмбюл/хиацинт.
В Троянската война Аполон е на страната на троянците и неговите вълшебни стрели 9 дни носят в ахейския лагер морова язва/чума (във връзка с отвличането на девойката Хризеида, дъщеря на местен негов жрец, от цар Агамемнон). Но освен с разрушителните си действия, той е известен и със своите съзидателни постъпки. Като чудотворец-лечител, Аполон спира чумата по време на Пелопонеските войни. Той е и основател и строител на градове, както и родоначалник на племена. Омир казва, че след разкрит заговор на Хера, Посейдон и Аполон срещу Зевс (в Илиада вместо Аполон участва Атина), Аполон и Посейдон в образа на смъртни служат на троянския цар Лаомедонт и му издигнат стена за защита на Троя, но той не им дава надницата и те сриват укреплението (вероятно възпоминание за гибелно земетресение). 

## Култ към Аполон
Култовете към Аполон са били разпространени из цяла Гърция, а храмовете му с оракули са на остров Делос, в Дидима, Абае (град във Фокида), на полуостров Пелопонес и на други места, но главният му култов център е Делфийският храм. Там жрицата Пития (всъщност множество прорицателки, които първо се сменят с времето една по една, а по-късно се превръщат в цяла колегия) прави своите предсказания. Тя влиза във вътрешната част на храма, сяда на триножник и изпада в транс, предполагаемо докато вдишва вонята от продължаващото да се разлага тяло на погребания отдолу Питон. Жрец пристъпва към нея, предава й въпроса на поредния поклонник и тя издърдорва неясен отговор, който после е тълкуван от местните жреци-херменевти, които го предават също в загадъчен, но в що-годе смислен вид на просителя. С тази си функция те оказват голямо влияние върху политиката на Древна Гърция, особено - върху гръцката колонизация. Хиляди хора от всички краища на Гърция, а и от цялото Източно Средиземноморие, се стичат да научат волята на боговете (или по-скоро съдбата, която така или иначе не могат да променят, колкото и да са ориентирани в нея - основна сюжетна линия в древногръцките трагедии). В чест на самия Аполон там е издигнат и храм „по негов собствен проект“ – със стройни колони с капители в коринтски стил. Около храма расте красиво лаврово дърво. В Делфи се състоят и празненства в чест на бога (теофании, теоксении, Питийски игри (съизмерими по своя блясък и популярност с Олимпийските).
На остров Делос – родното място на Аполон, веднъж на всеки 4 години се устройват празненства с представители на цяла Гърция. Храмът му там е религиозен и политически център на Делоския морски съюз и място на хазната/съкровищницата му и на провеждане на събранията му. От гръцките колонии в Италия, култът към Аполон прониква и в Рим и този бог заема първостепенно място в религията и митологията на римляните. Император Август го обявява за свой патрон и учредява в негова чест игри. Храмът на Аполон в Рим е в близост до хълма Палатин и един от най-богатите в града.
През Римската епоха Аполон Кендрисийски е смятан за покровител на град Филипополис (днес Пловдив). Култът към него е официален и през III век градските власти организират в негова чест Кендрисийски игри. В региона култът към Аполон се смесва с този към Тракийския Херос/Тракийския конник, като Аполон, наричан в тези случаи Сугламенос, често е изобразяван на кон.

## Потомство
- Асклепий - от Арсиноя (Аполодор, III, 10, 3) или Коронида (Аполодор, III, 10, 3).
- Лин - от Псамата или от някоя следните музи: Калиопа, Терпсихора, Урания.
- Орфей - от музата Калиопа.
- Филамон - от Хиона, дъщеря на Дедалион.
- Аристей - от Кирена, потомка на бог Пеней.
- Амфис - от Дриопа (според една от версиите, Амфис е неин син от смъртен).
- Троил и Поликсена - от Хекуба, царицата на Троя.
- Мопс - от Манто, която може да го е родила и от съпруга си Ракий.
- Аний - от Рео, дъщеря на жрец от остров Делос.
- Кикън (често име на зъл и свиреп герой, какъвто е и този) и Фемоноя (първата Пития) - от неизвестни майки.